# Zegapain
Zegapain (jap. ゼーガペイン), napis stylizowany ZEGAPAIN – japoński telewizyjny serial anime emitowany od 6 kwietnia do 28 września 2006 na antenie TV Tokyo.
Na podstawie serialu powstała adaptacja w formie mangi, radio dramy oraz powieści. Ponadto powstały dwie gry komputerowe wydane na konsolę Xbox 360, wyprodukowane przez studio Cavia.
15 października 2016 premierę miał film zatytułowany Zegapain ADP, który został wyprodukowany z okazji 10-lecia serialu.

## Fabuła
Kyo Sogoru to zwyczajny nastolatek wiodący zwyczajne życie w japońskim mieście Maihama. W jego beztroskim świecie największe zmartwienia to nauka, reaktywacja szkolnego koła pływackiego i dbanie o swoje kontakty ze swoją najlepszą przyjaciółką z dzieciństwa. Jednak jego życie zmienia się gdy pewnego dnia na basenie spotyka Shizuno Mizaki, tajemniczą dziewczynę którą pozornie z początku tylko on widzi. Shizuno zgadza się wziąć w akcji mającej na celi uratować koło przed zamknięciem, w zamian prosząc Kyo aby wraz z nią wziął udział w wirtualnej grze, gdzie dwóch graczy steruje robotem bojowym broniącym ludzkość przed rasą kosmitów zwaną Gards-orm.
Wraz z upływem czasu, Kyo coraz bardziej wciąga się w grę, ale ku swojemu przerażeniu zaczyna zauważać, że z jego życiem jest coś nie tak, a ocenienie, który z jego dwóch światów jest bardziej rzeczywisty staje się coraz trudniejsze.

## Obsada
- Kyo Sogoru – Shintaro Asanuma
- Ryoko Kaminagi – Kana Hanazawa
- Shizuno Misaki – Ayako Kawasumi
- Shima – Tomohiro Tsuboi
- Minato – Marina Inoue
- Mao Lu-Shen – Romi Park
- Jen May-Yu – Yui Makino
- Jen May-Yen – Akeno Watanabe

## Spis odcinków
| #  | Tytuł                                                              | Premiera         |
| -- | ------------------------------------------------------------------ | ---------------- |
| 1  | Entangle Entanguru (エンタングル)                                  | 6 kwietnia 2006  |
| 2  | Cerebrum Sereburamu (セレブラム)                                   | 13 kwietnia 2006 |
| 3  | Deutera ryōiki Defutera ryōiki (デフテラ領域)                      | 20 kwietnia 2006 |
| 4  | Shanghai Server Shanhai sābā (上海サーバー)                        | 27 kwietnia 2006 |
| 5  | Déjà vu Deja byu (デジャビュ)                                      | 4 maja 2006      |
| 6  | Gentai (幻体)                                                      | 11 maja 2006     |
| 7  | Mayoeru tamashii (迷える魂)                                        | 18 maja 2006     |
| 8  | Mizu no mukōgawa (水の向こう側)                                    | 25 maja 2006     |
| 9  | Wet Damage Wetto damēji (ウェットダメージ)                         | 1 czerwca 2006   |
| 10 | Mata, natsu ga kuru (また、夏が来る)                               | 8 czerwca 2006   |
| 11 | Nokoru maboroshi (残るまぼろし)                                    | 15 czerwca 2006  |
| 12 | Mezameru monotachi (目覚める者たち)                                | 22 czerwca 2006  |
| 13 | Aratanaru Wizard Aratanaru wizādo (新たなるウィザード)             | 29 czerwca 2006  |
| 14 | Horobi no kioku (滅びの記憶)                                       | 5 lipca 2006     |
| 15 | Reincarnation Riinkānēshon (リインカーネーション)                  | 12 lipca 2006    |
| 16 | Fukkatsu no senjō (復活の戦場)                                     | 19 lipca 2006    |
| 17 | Fukugen sareshi mono (復元されし者)                                | 26 lipca 2006    |
| 18 | Itsuwari no kizu, itami wa karete (偽りの傷、痛みは枯れて)         | 2 sierpnia 2006  |
| 19 | Last Supper Rasuto sapā (ラストサパー)                             | 9 sierpnia 2006  |
| 20 | Yehl, Shizuno Ieru, Shizuno (イェル、シズノ)                       | 16 sierpnia 2006 |
| 21 | Senshitachi... (戦士たち...)                                       | 23 sierpnia 2006 |
| 22 | G-Phaetus Jifeitasu (ジフェイタス)                                 | 30 sierpnia 2006 |
| 23 | Shizumanai tsuki (沈まない月)                                      | 7 września 2006  |
| 24 | Hikari no hitoshizuku (光の一滴)                                   | 14 września 2006 |
| 25 | Maihama no sora wa aoi ka (舞浜の空は青いか)                       | 21 września 2006 |
| 26 | Shinrabanshō (Ari to arayuru mono) (森羅万象 (ありとあらゆるもの)) | 28 września 2006 |